# Sarah Aarons
Sarah Paige Aarons (Melbourne, 4 de outubro de 1994) é uma compositora australiana.